# Mykolas Burokevičius

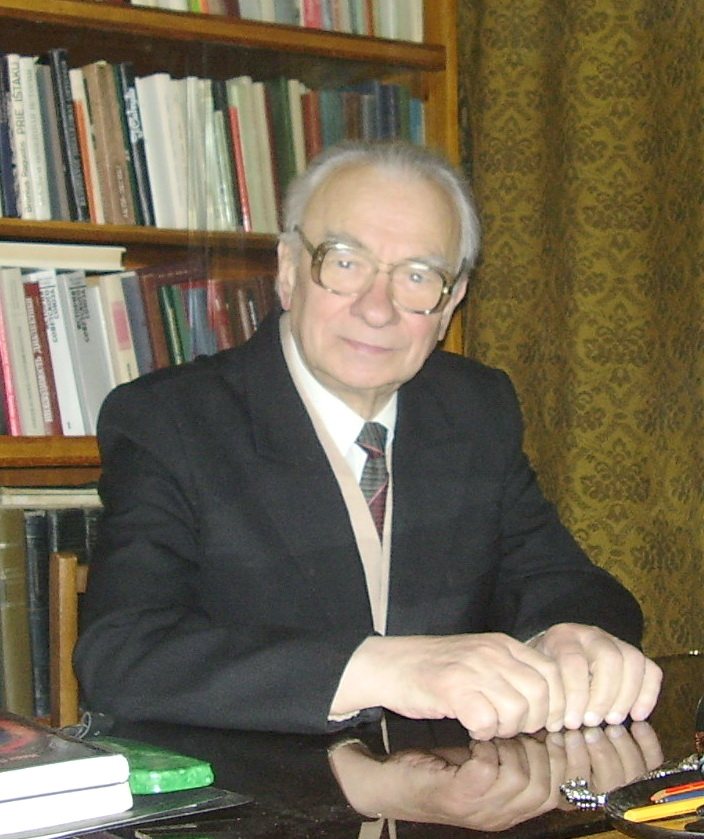
Mykolas Burokevičius (2006)

Mykolas Burokevičius (russisch Миколас Мартинович Бурокявичюс Mikolas Martinowitsch Burokjawitschjus; geboren am 7. Oktober 1927 in Alytus; gestorben am 20. Januar 2016 in Vilnius) war ein sowjetischer bzw. sowjetlitauischer Politiker. Er war von 1990 bis zum Verbot der Partei im August 1991 Erster Sekretär der Litauischen KP, der litauischen Unterorganisation der KPdSU, und war von Juli 1990 bis November 1991 Mitglied des Politbüros der KPdSU.

## Leben
Burokevičius war seit 1944 Mitglied der litauischen KP und graduierte am Pädagogischen Institut in der Hauptstadt Vilnius 1955 bzw. 1963 an der Litauischen Akademie der Wissenschaften. In den Sechzigerjahren arbeitete Burokevičius am historischen Institut beim ZK der litauischen KP und wurde 1978 zum Professor am Pädagogischen Institut in Vilnius ernannt. Er wurde im März 1990 zum Ersten Sekretär der litauischen KP gewählt und gehörte zur prosowjetischen Fraktion. Burokevičius unterstützte in dieser Funktion das blutige Eingreifen der Sowjetischen Armee bei den Januarereignissen in Litauen 1991, zuvor hatte er in diesem Zusammenhang um die Entsendung mehrerer Einheiten gebeten. Nach dem Augustputsch floh er nach Moskau und von dort weiter nach Belarus. Burokevičius wurde 1994 nach Litauen ausgeliefert, wo er 1996 für seine Rolle bei den Ereignissen im Januar 1991 angeklagt und 1999 zu einer mehrjährigen Haftstrafe verurteilt wurde, die er bis 2006 verbüßen musste.
Er starb 2016 in Vilnius.